# Armata Israeliană
Armata israeliană (în ebraică צְבָא הַהֲגָנָה לְיִשְׂרָאֵל, Tzva Hahagana LeIsrael, cu sensul de Armata de Apărare a Israelului; cunoscută sub acronimul צה"ל, Tzahal) reprezintă forțele militare ale statului Israel. Este formată din forțele terestre, marina și aviația.
„Tzahal” este în subordinea Șefului de stat major, Ramatkal (acronim format din cuvintele Rosh Hamatè Haklalí), cu gradul de general locotenent (Rav Aluf) subordonat Ministrului Apărării din Israel.Rav Aluf. Aviv Kohavi este Șeful de stat major din 2019.
Armata israeliană s-a format din ordinul lui David Ben-Gurion în data de 26 mai 1948 din grupurile paramilitare Hagana, Irgun și Lehi. Tzahalul a participat în toate conflictele militare ale Israelului. Participarea Tzahalului la atât de multe conflicte de graniță și războaie, a făcut să fie una din cele mai bine antrenate armate din lume.
Armata israeliană este diferită de cele mai multe dintre armate din lume. 
Diferențele includ:
- înrolarea femeilor
- structura, care subliniază legătura strânsă între forțele terestre, marina și aviația.

Armata israeliană folosește mai multe tehnologii dezvoltate în Israel, ca de exemplu: tancul Merkava, sistemul de apărare contra rachetelor și proiectilelor Iron Dome, sistemul activ de protecție Trophy, carabinele de asalt IMI Galil și Tavor. Pistolul-mitralieră Uzi este tot invenție israeliană și a fost folosit de Armata israeliană până în decembrie 2003, după un serviciu care a început din 1954. După 1967, Armata israeliană are o colaborare strânsă cu SUA, incluzând dezvoltarea avionului de vânătoare F-15I, sistemul de apărare laser THEL și sistemul de apărare antirachetă Arrow.    

## Istoria
Armata Israeliană își are rădăcinile în organizațiile paramilitare de pe vremea imigrației din perioada 1904-1914. Prima astfel de organizație paramilitară a fost Ben Giora, fondată în septembrie 1907. Organizația s-a transformat în Hashomer în aprilie 1909 care a activat până în anul 1920, Mandatul britanic pentru Palestina. Hashomer era o organizație elitistă și avea un scop îngust, acela de protecție împotriva bandelor de hoți. În timpul Primului Război Mondial predecesorul Haganei/Armatei Israeliene a fost Legiunea evreiască (1917-1921), parte a  Armatei Britanice. În timpul răscoalelor arabe împotriva evreilor din aprilie 1920 conducerea Yishuv-ului a considerat oportună crearea unei organizații de apărare pe plan național. Astfel a fost fondată Hagana în iunie din același an. Hagana a devenit forță de apărare redutabilă după Revoltele Arabe din Palestina (1936-1939), cu o structură organizată din trei unități: Hish, HIM și Palmach. După cel de-al Doilea Război Mondial succesorul Legiunii a devenit Brigada evreiască. 
Armata Israeliană a fost fondată după crearea Statului Israel în baza ordinului din 26 mai 1948 al lui David Ben-Gurion.

## Tehnologie militară

#### Tancuri
- tancul greu Merkava 1–4
- tancul Magach 1–7
- tancul M50 Super Sherman
- tancul Harkov T-55
- tancul Nagmachon
- tancul Nikpadon
- tancul Sabra
- tancul Sabra MKII
- tancul  Sho't
- tancul Tiran
- tancul AMX–13

#### Blindate ușoare
- AM General HMMWV
- Land Rover Defender
- AIL Desert Raider
- Ram
- Ram 2000
- Wolf
- Rhino M-462
- Storm
- Abir
- Commandcar
- BTR–152
- Eagle Eye
- Rakoon/Stalker II

#### Artilerie
- Sholef 155 mm
- M109
- Rochev
- Doher
- Romach M107
- Makmat 120 mm-es
- M72
- Rascal
- ATMOS 2000
- LAR160
- GRADLAR
- MAR-290
- MAR-240
- MAR-290
- MAR-350
- M270 MLRS
- Katiușa israeliană
- Kilshon
- Keres

#### Avioane și elicoptere
Forțele Aeriene Israeliene
- McDonnell Douglas F-15 Eagle Baz 2000 (A,B,C,D)
- Boeing F-15I
- 339 buc. Lockheed F-16A,B,C,D,I
- 274 buc. F-4E Phantom II
- 12 buc. RF-4E
- Mazlat (UAV)
- Socata TB-20 Trinidad (în ebraică: `Pashosh`)
- Raytheon A36 Bonanza(în ebraică:`Hofit`)
- Beechcraft King Air
- GROB G-120A
- Aerospatiale HH-65A (în ebraică: `Dolphin`)
- Boeing AH–64 Apache(în ebraică: `Peten`, `Saraph`)
- Eurocopter AS–565 Panther
- Sikorsky UH–60 Black Hawk
- Yas'ur 2000
- Fairchild F24R Argus
- Benes Mraz Sokol
- Heliopolis Gumhuria

#### Marina israeliană
Fregate, vedete rapide, nave de patrulare, submarine

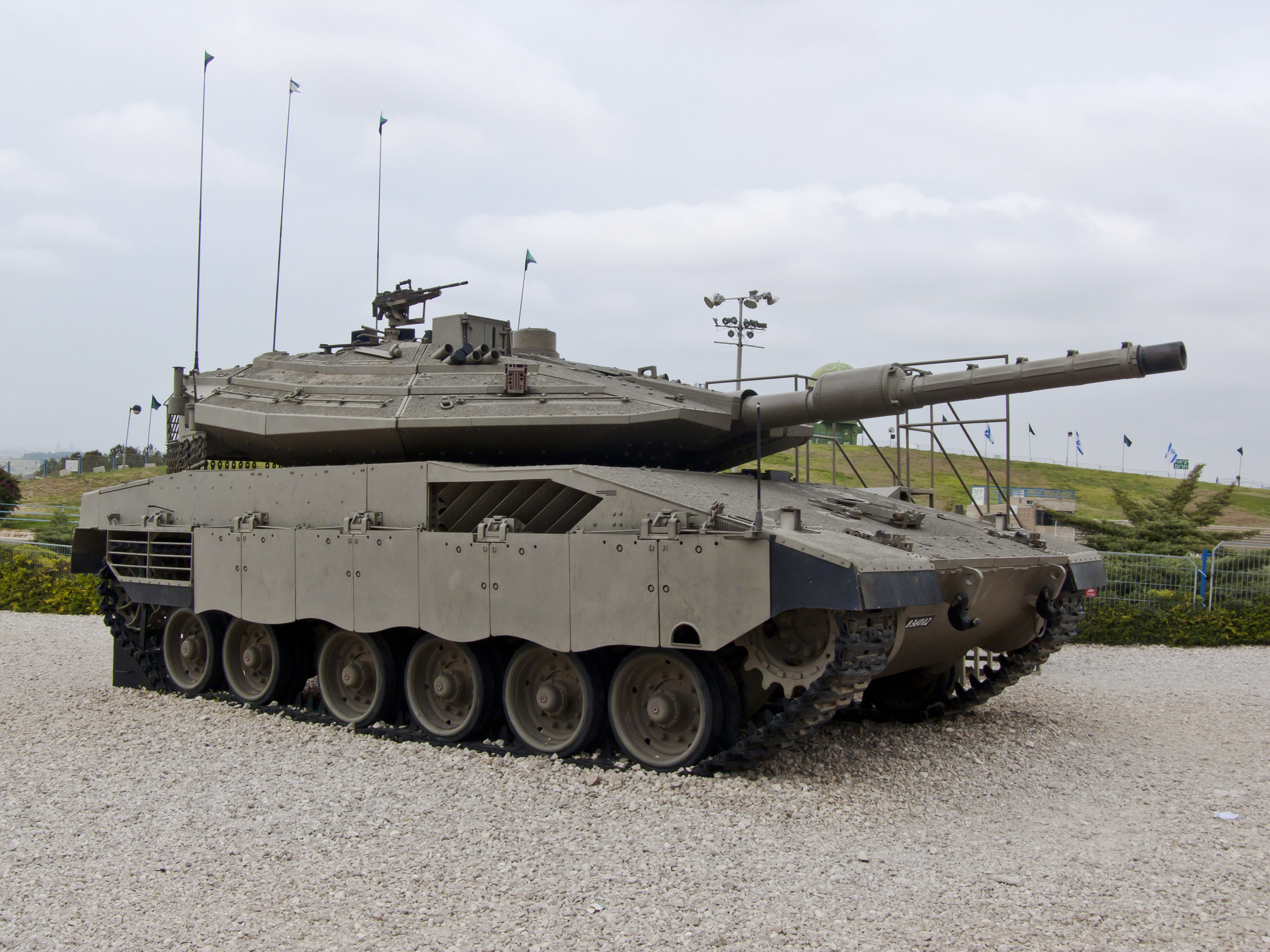
Merkava Mark 4
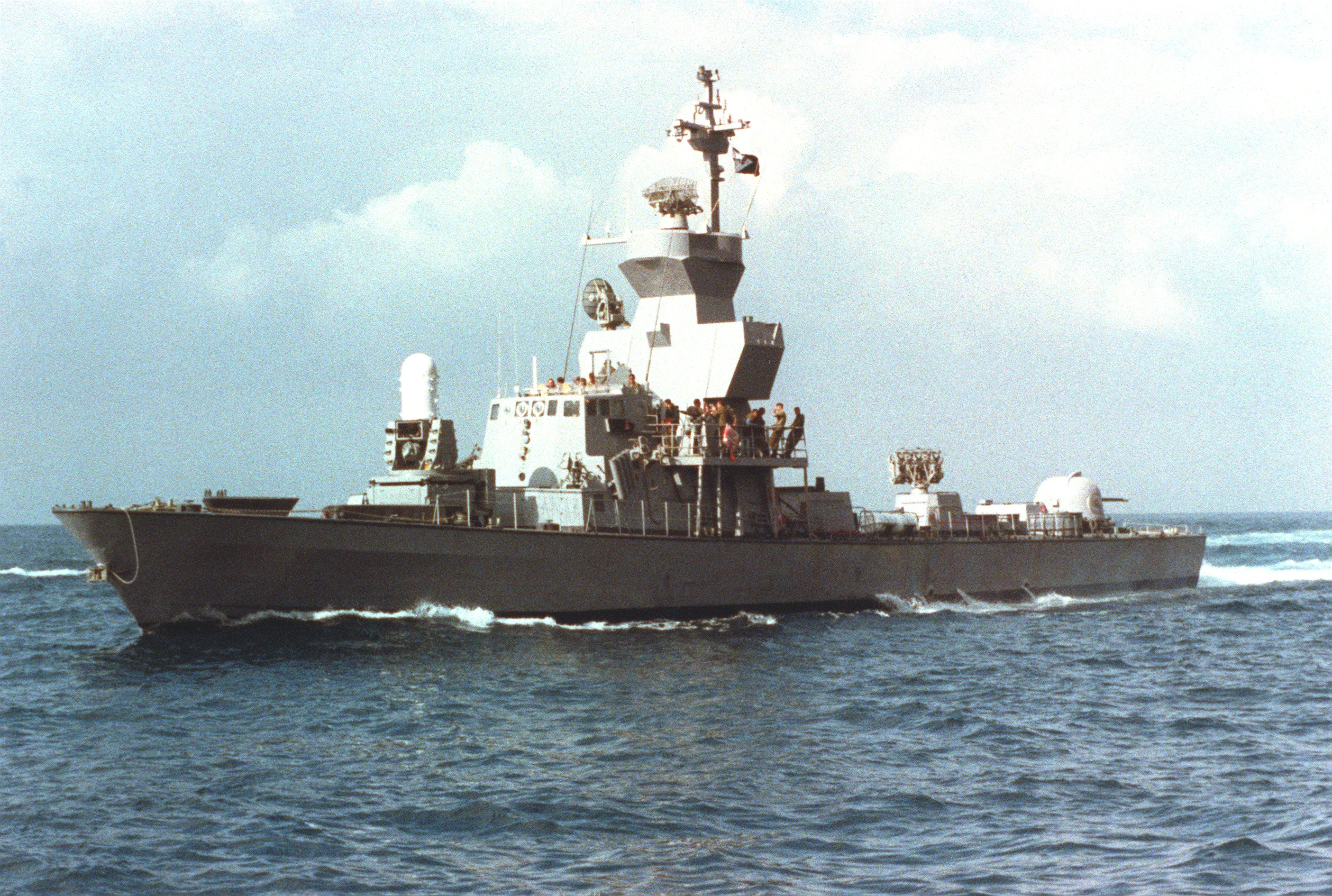
Sa'ar 4.5
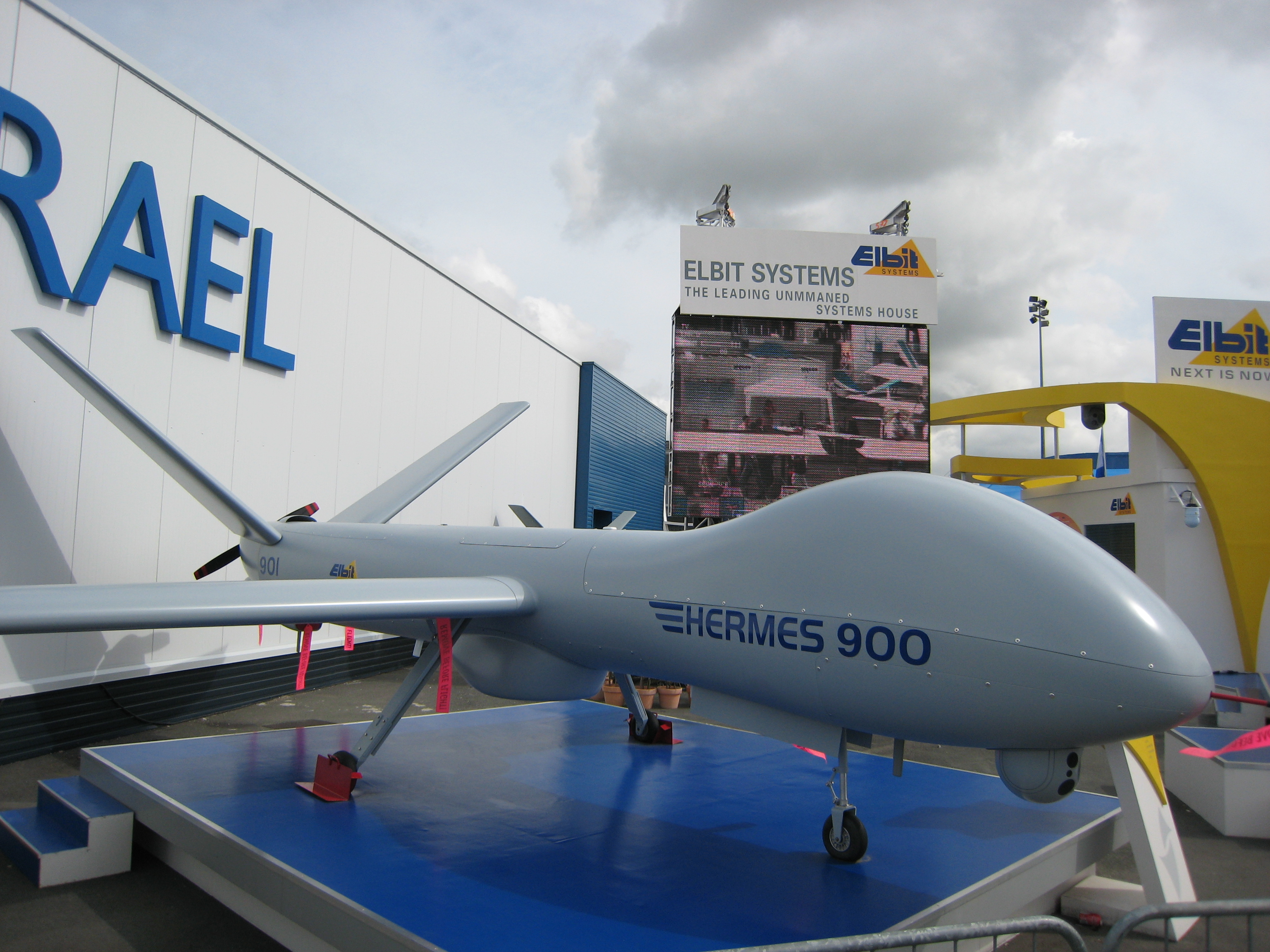
UAV Elbit Hermes 900
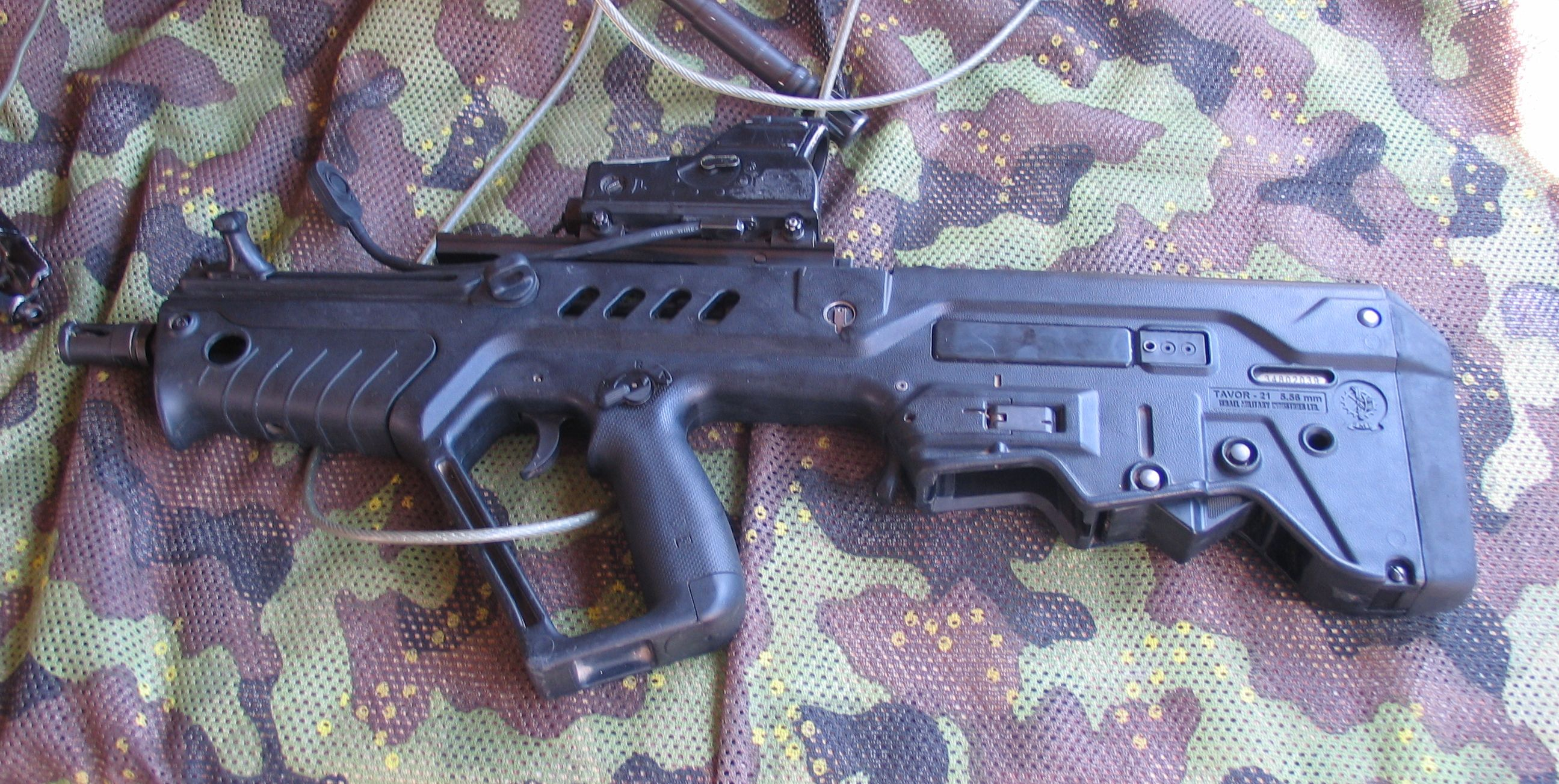
Carabina de asalt IMI Tavor TAR-21
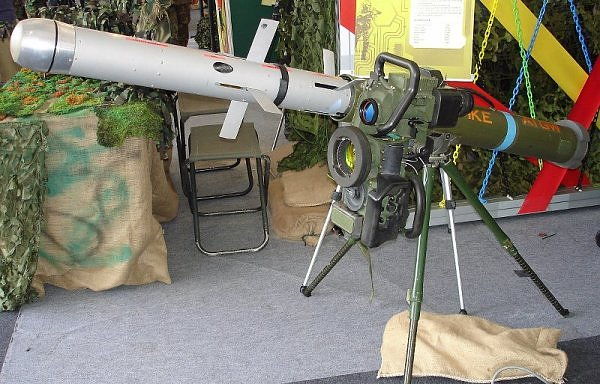
Racheta antitanc Spike
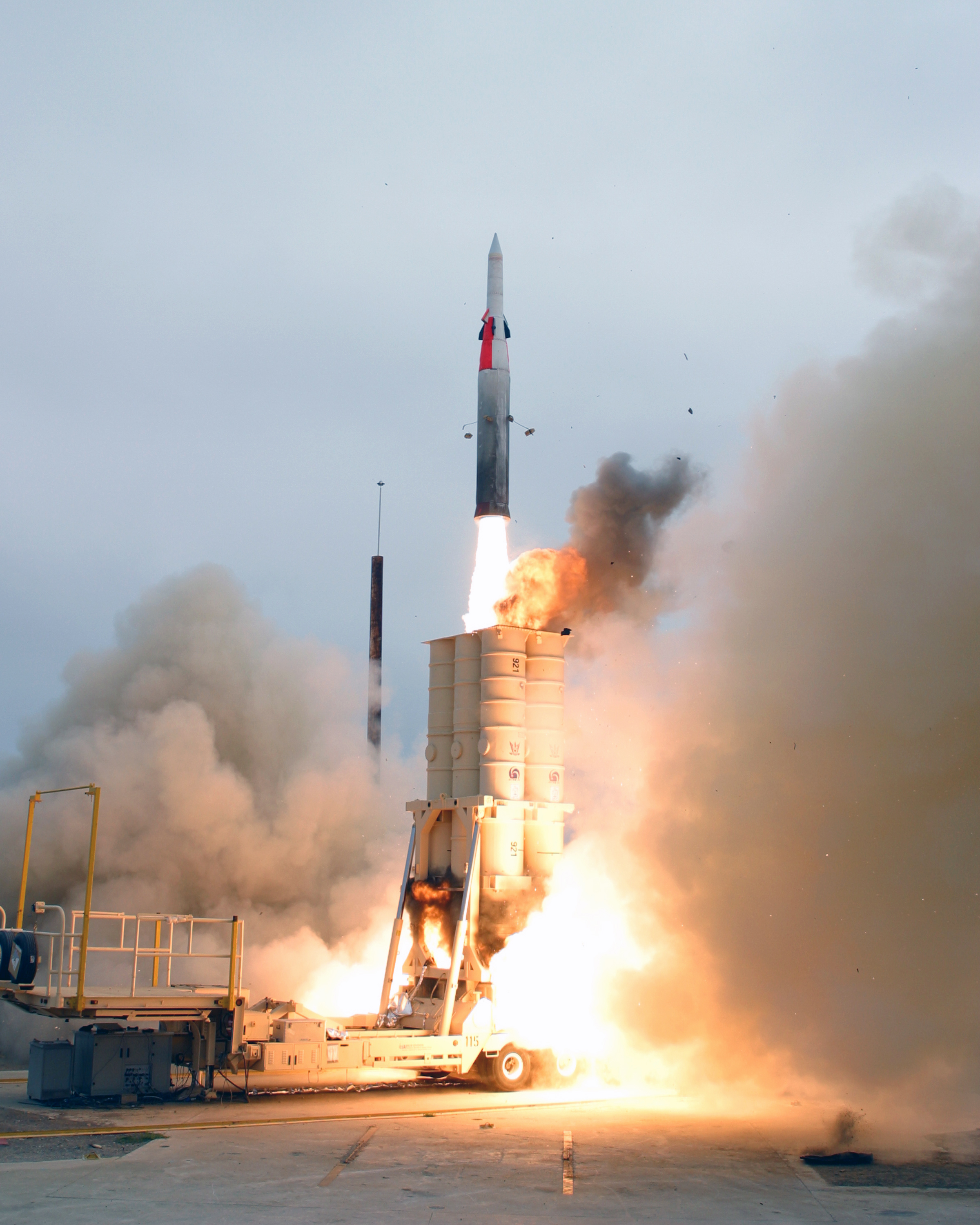
Racheta Arrow
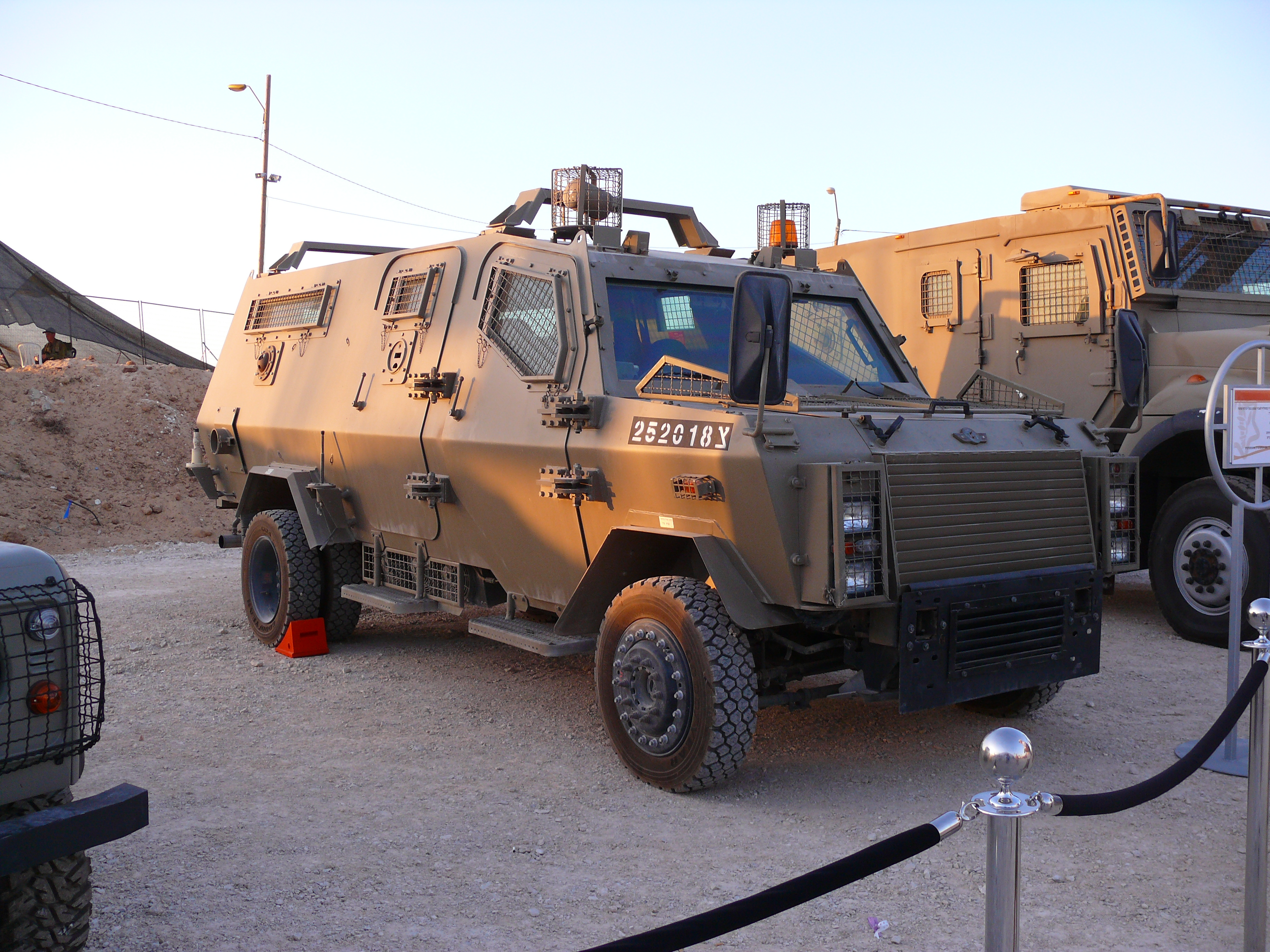
Autoblindatul Wolf
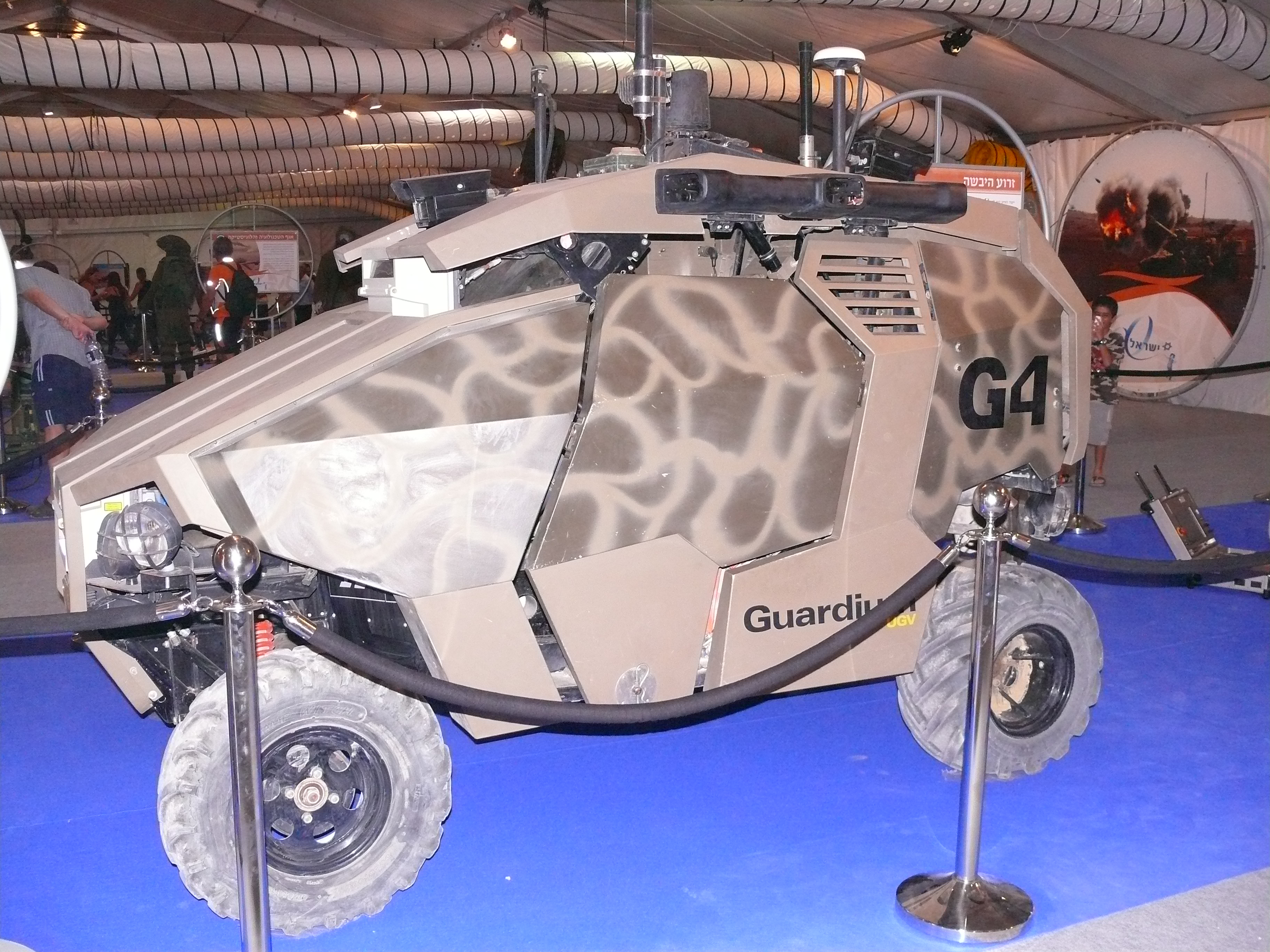
UGV Guardium
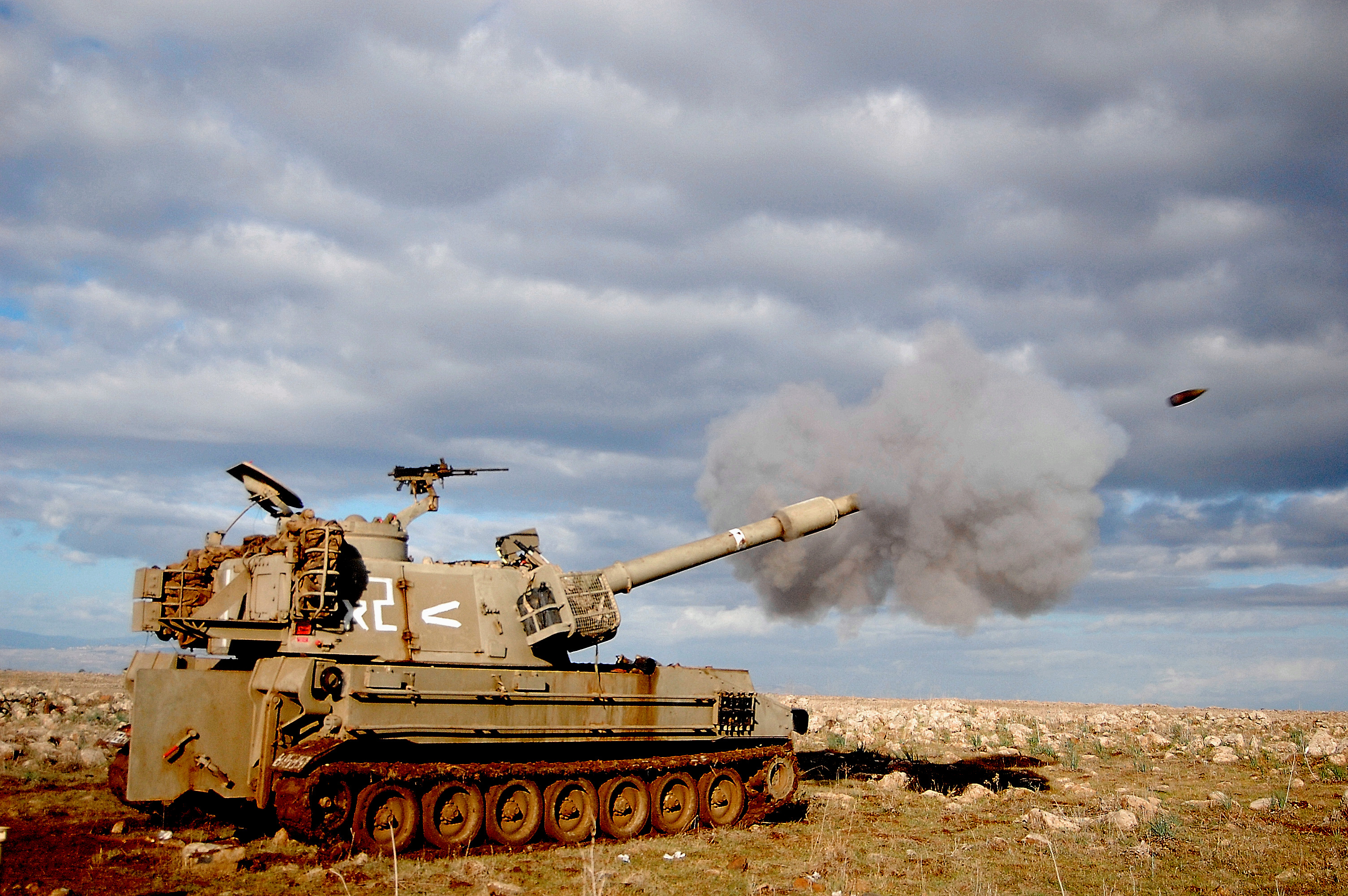
Obuzier autopropulsat M109
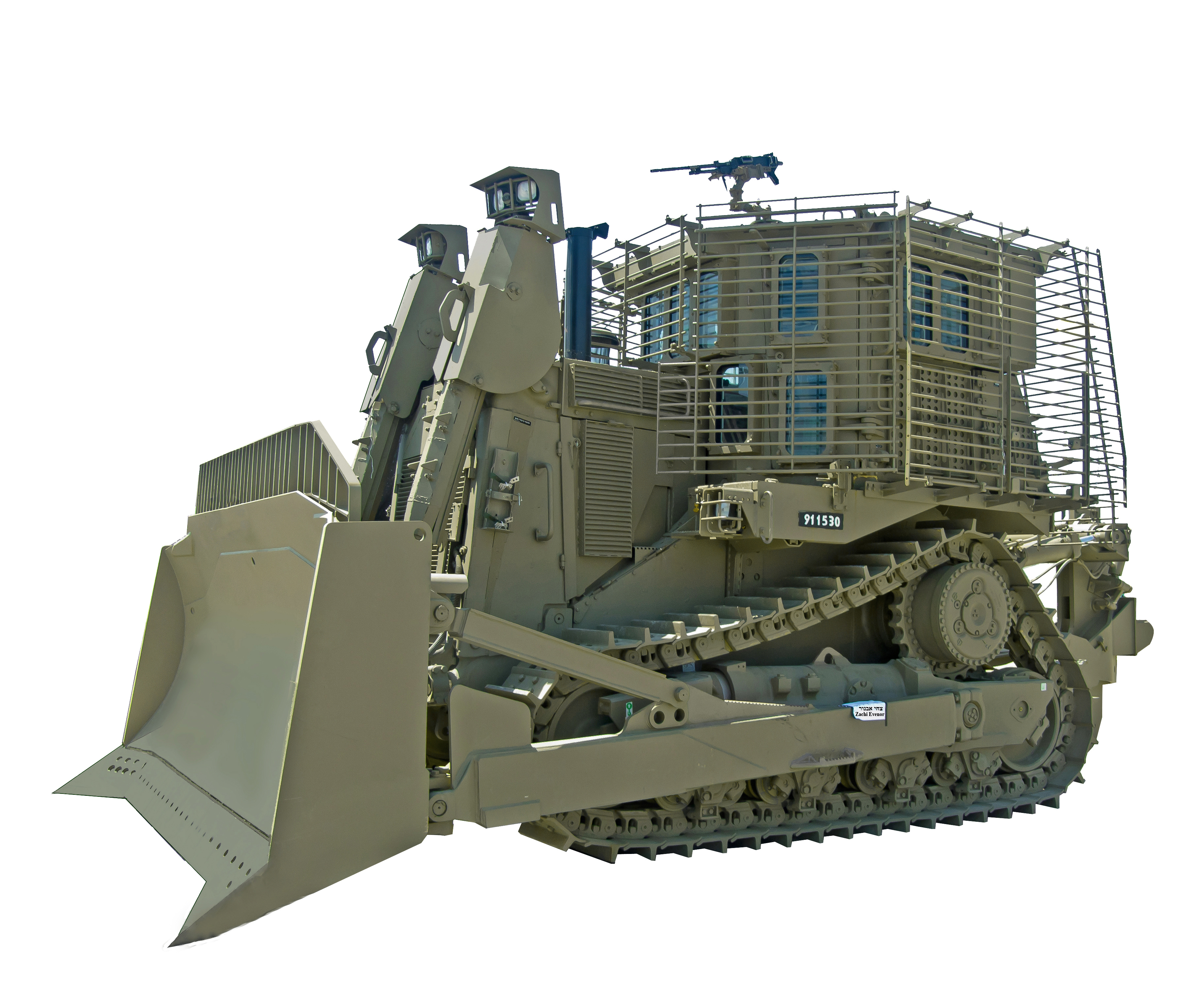
Buldozer blindat Caterpillar D9
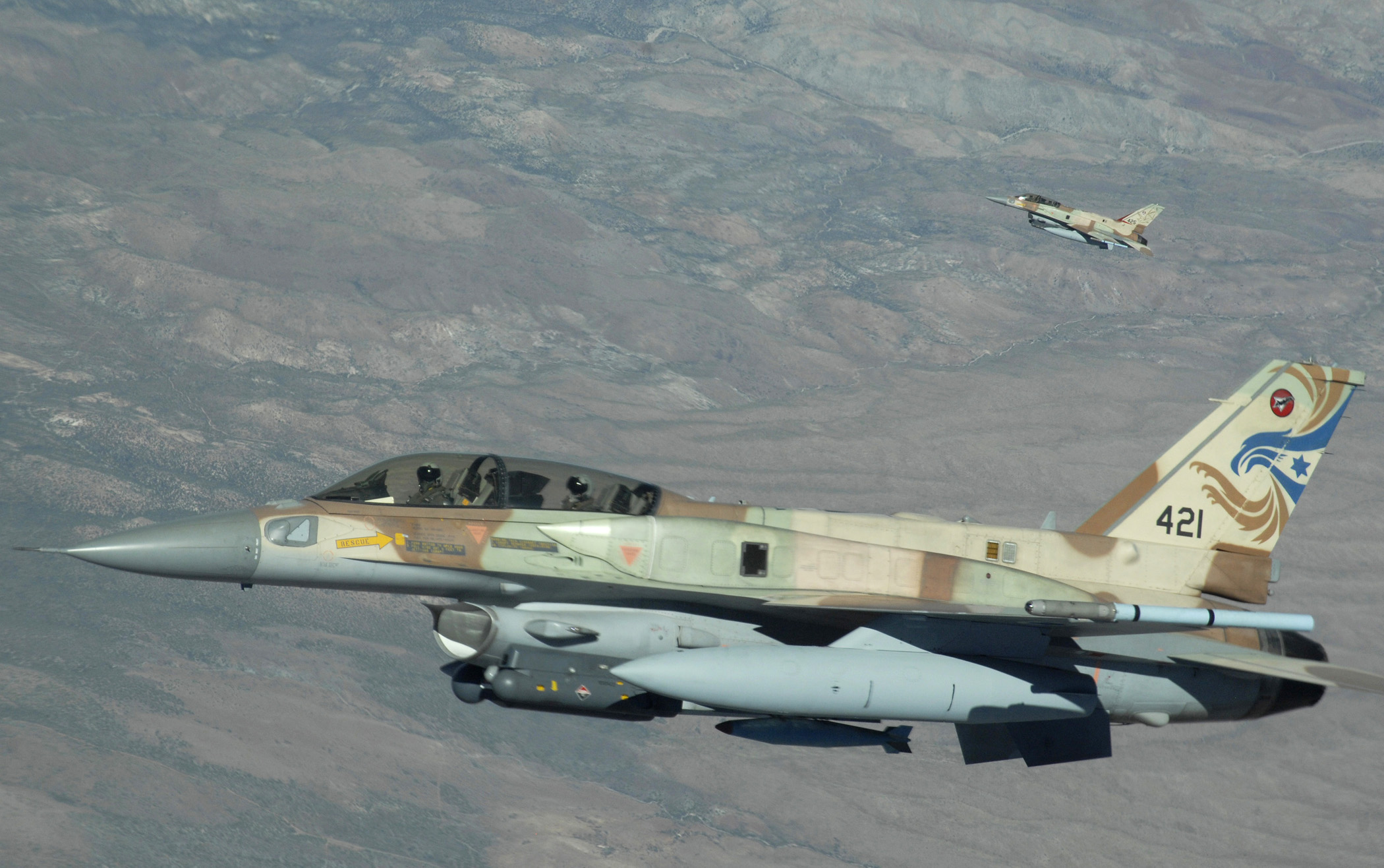
Avion de vânătoare multirol F-16I "Sufa"
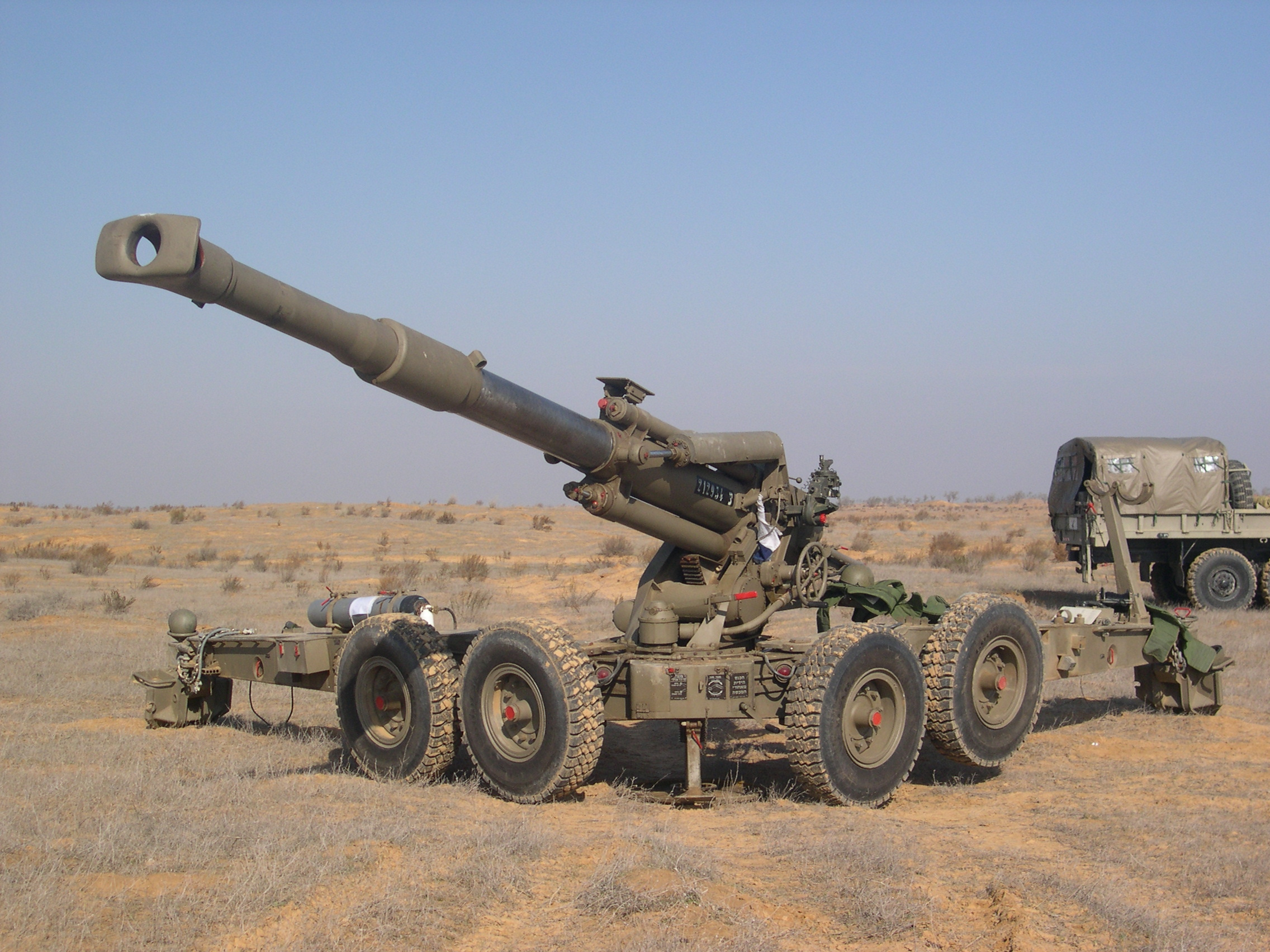
Obuzier Soltam M-71
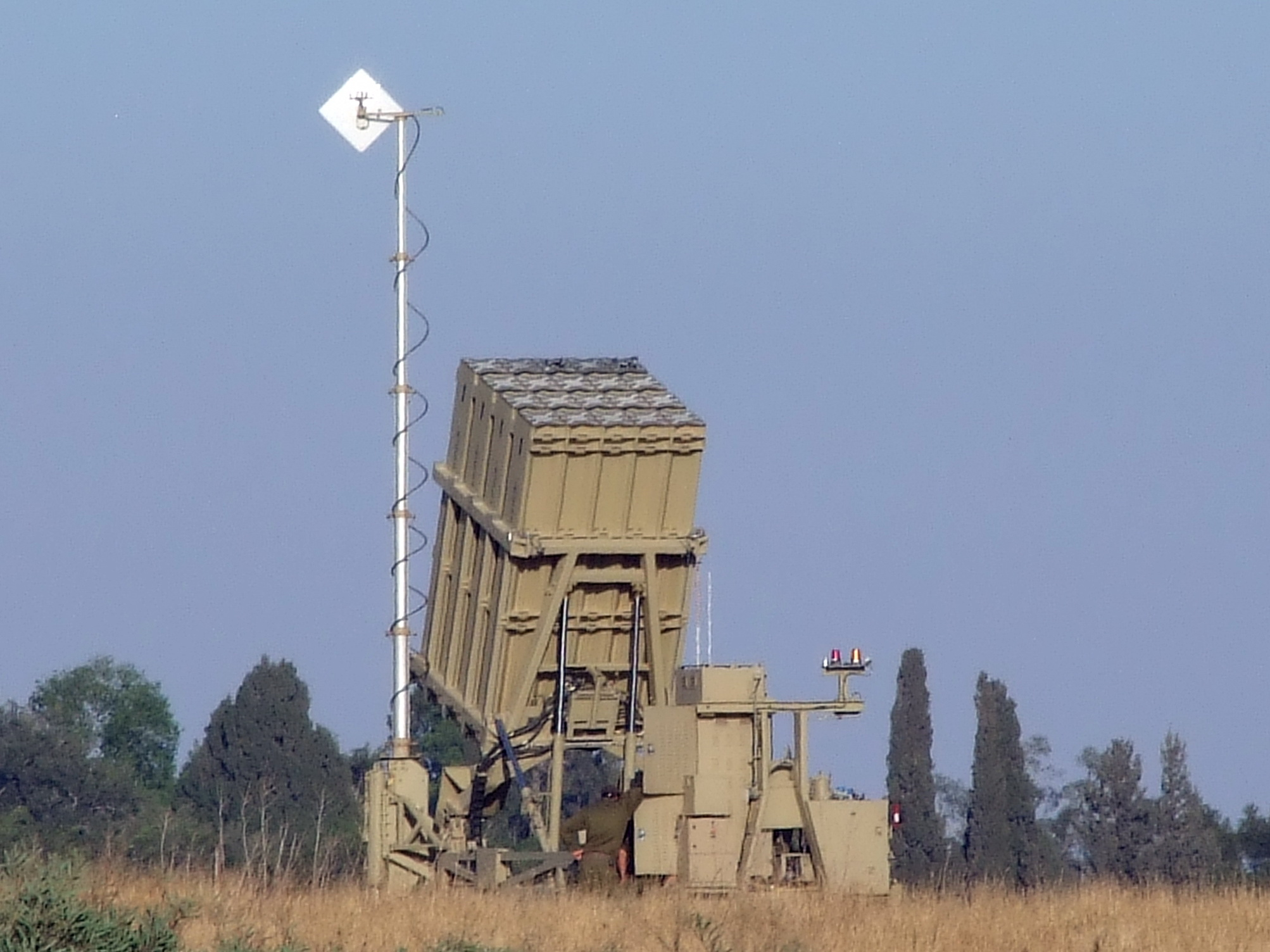
Sistem de apărare antirachetă Iron Dome
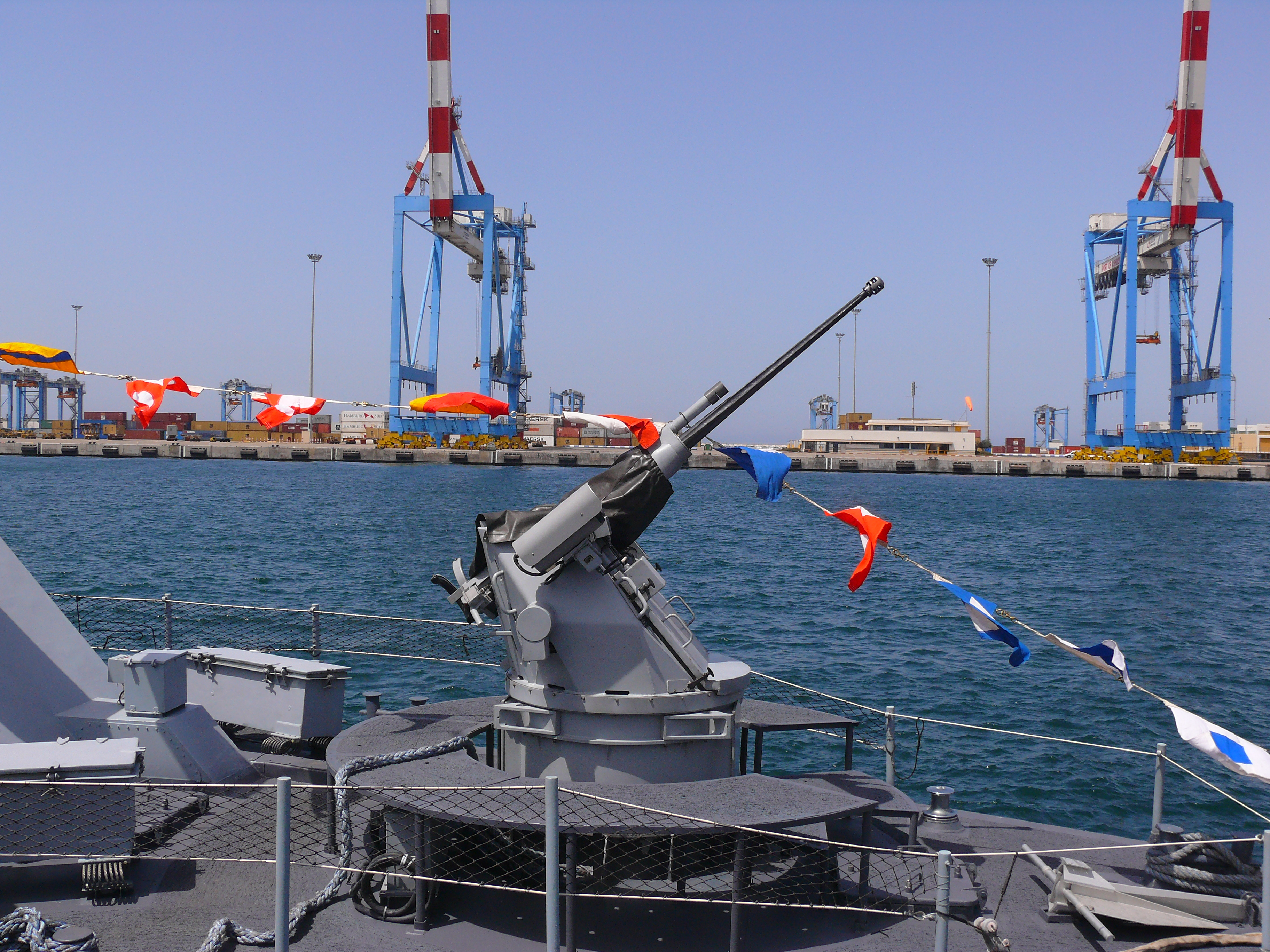
Typhoon Weapon Station
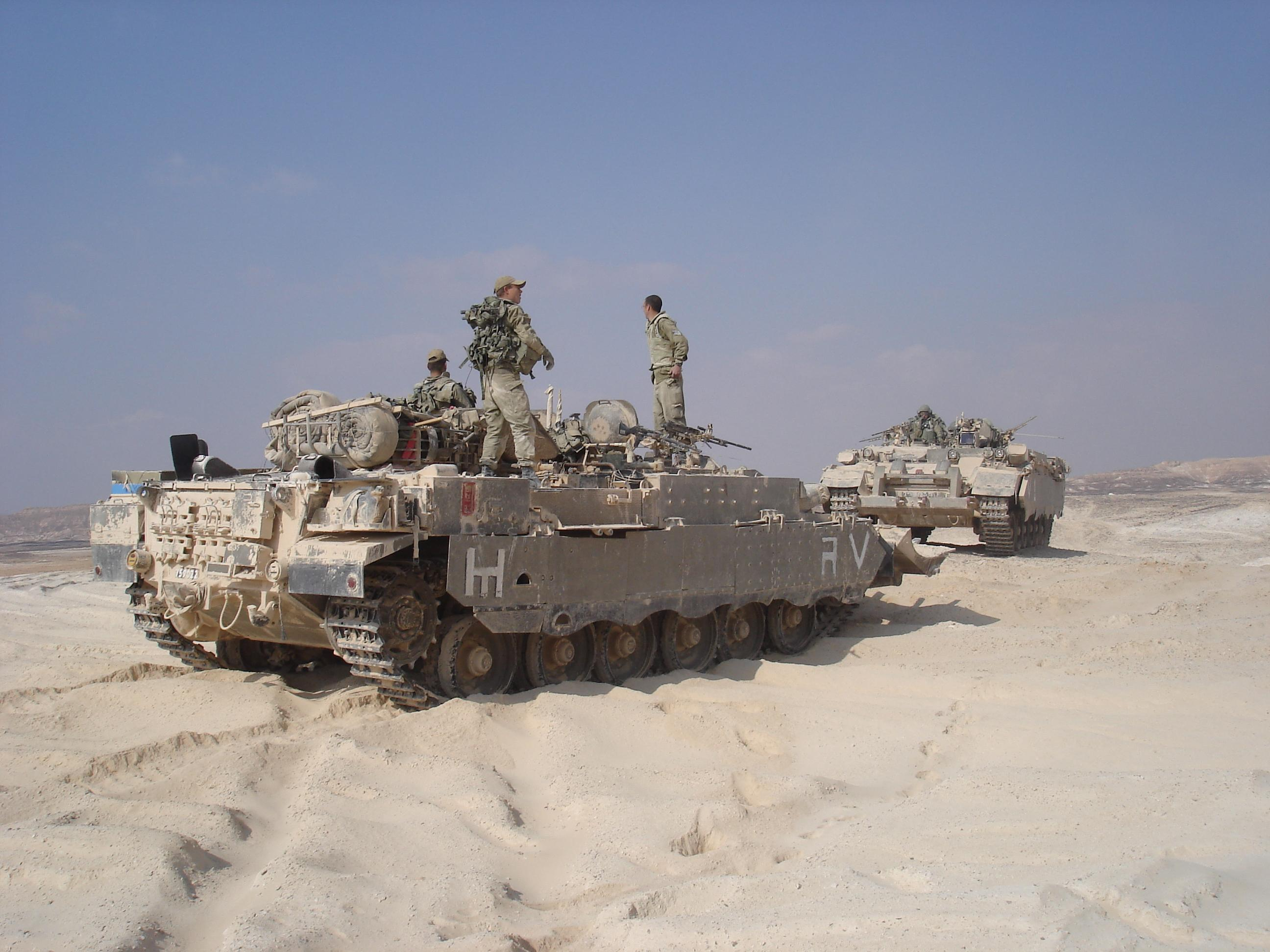
IDF Puma
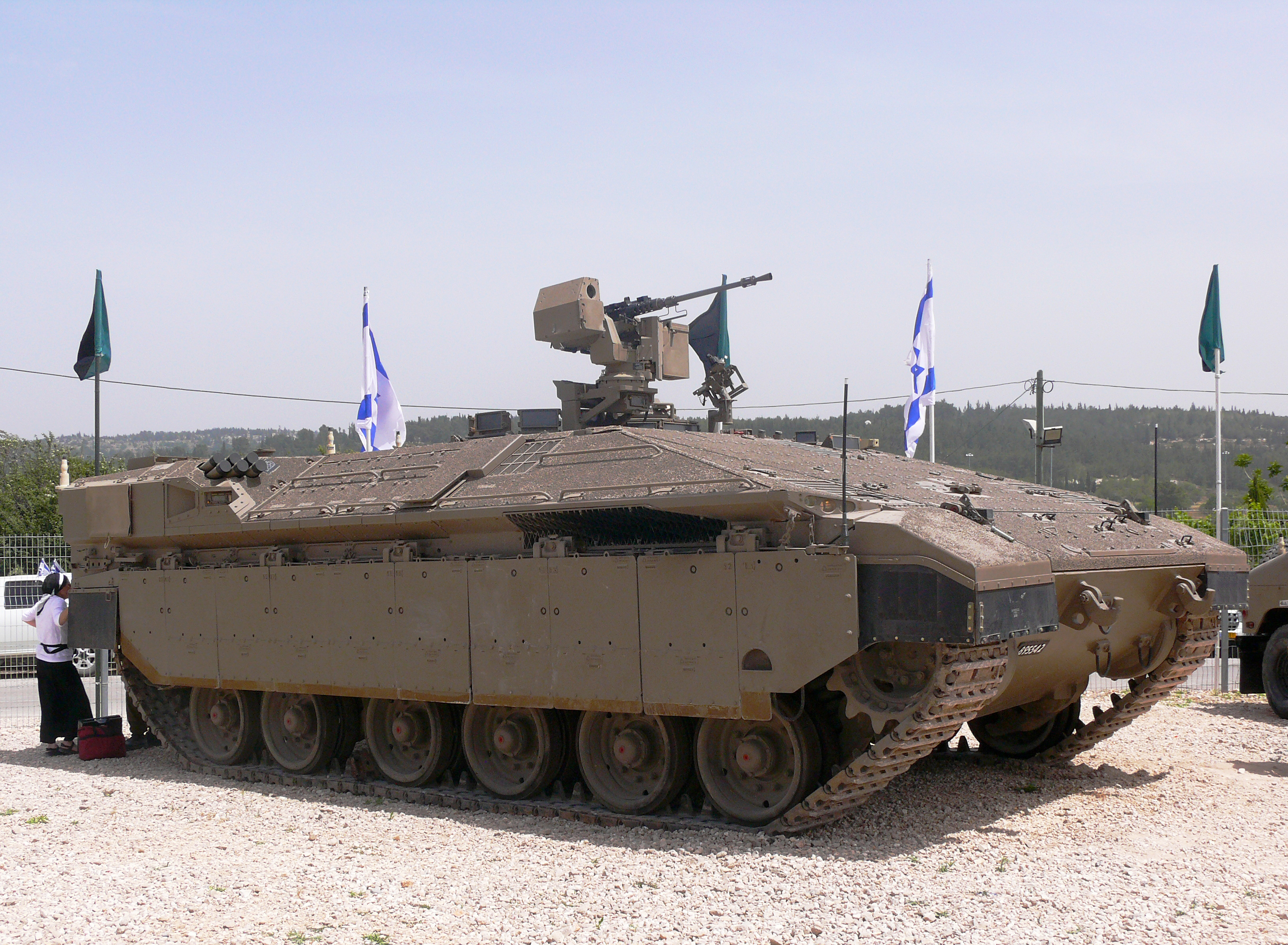
Transportor blindat pentru trupe greu Namer
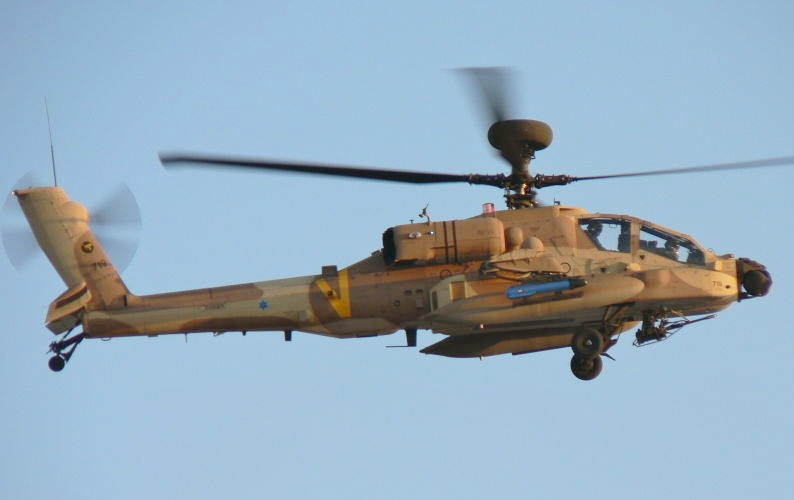
Elicopter Saraph
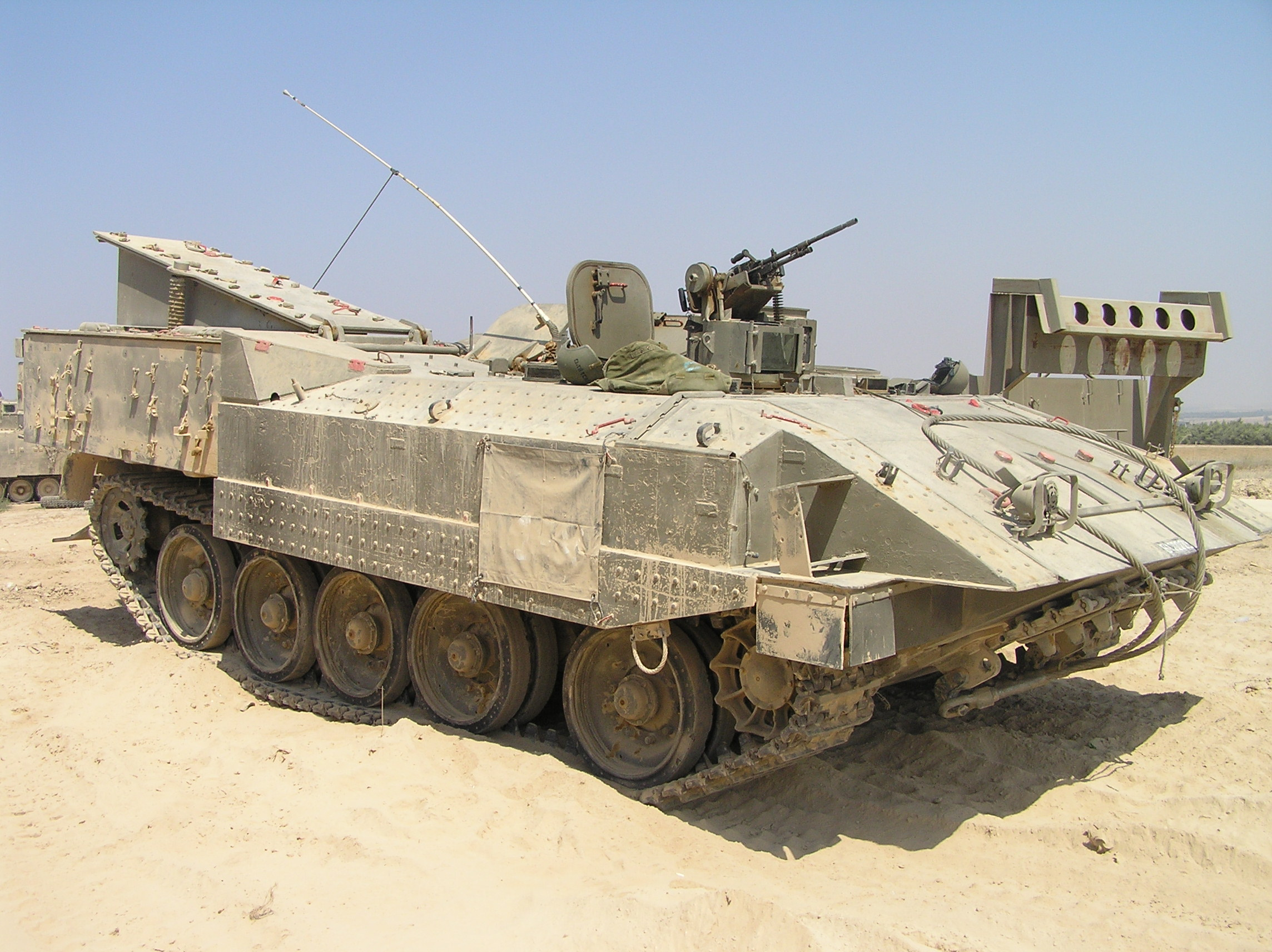
Transportor blindat pentru trupe IDF Achzarit
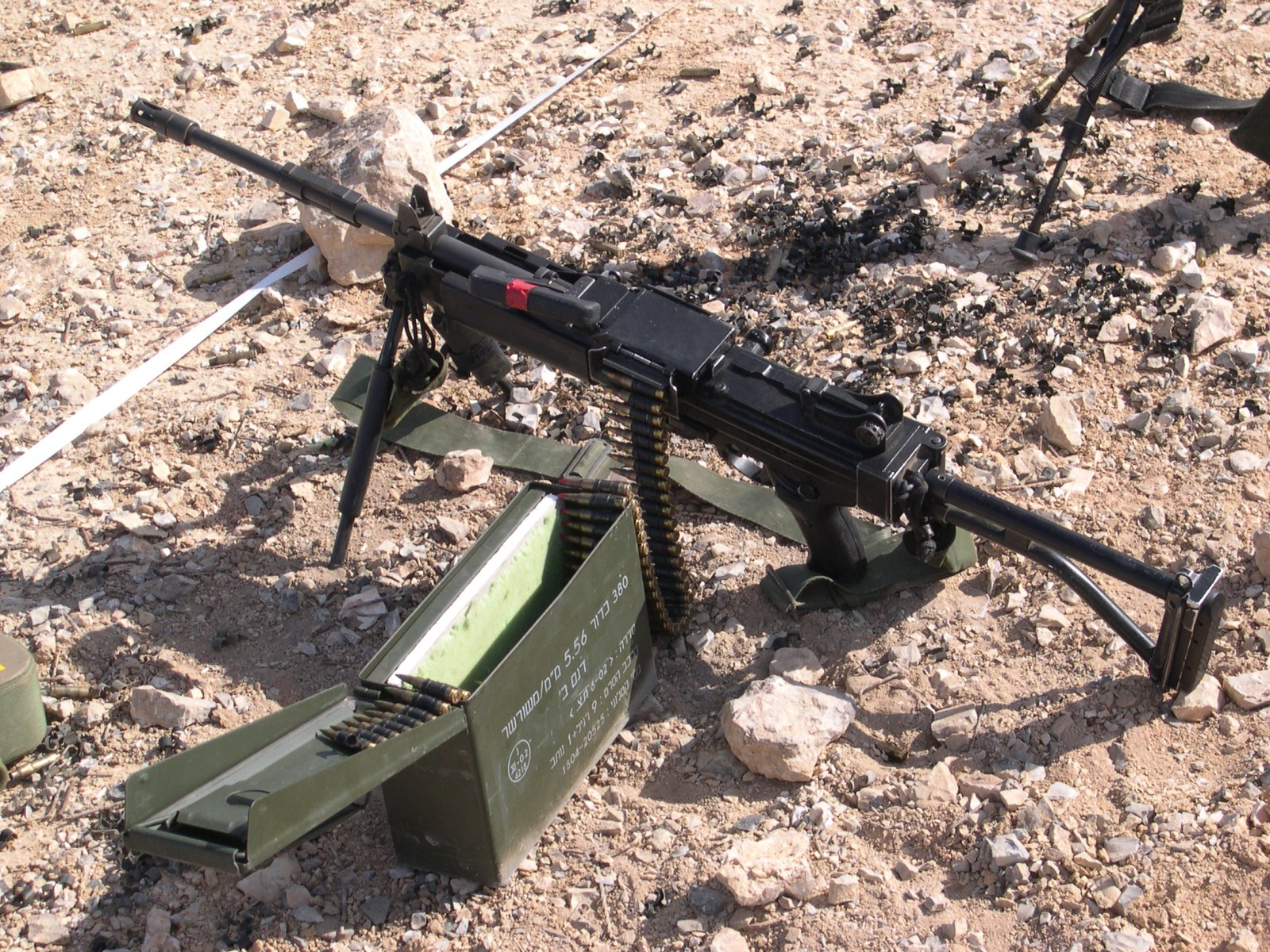
Pușca-mitralieră IMI Negev

#### Furnizori interni
- Israel Aerospace Industries
- Israel Military Industries
- Israel Weapon Industries
- Elbit Systems
- Elisra
- Elta
- Rafael Advanced Defense Systems
- Soltam Systems
- Plasan
- Automotive Industries
- Hatehof
- Israel Shipyards
- SimiGon
- BUL Transmark
- Aeronautics Defense Systems
- Israel Ordnance Corps
- Meprolight